# Leucauge mahabascapea
Leucauge mahabascapea är en spindelart som beskrevs av Alberto Barrion och James A. Litsinger 1995. Leucauge mahabascapea ingår i släktet Leucauge och familjen käkspindlar.
Artens utbredningsområde är Filippinerna. Inga underarter finns listade i Catalogue of Life.